# Estellencs
Estellencs ist eine Gemeinde der spanischen Baleareninsel Mallorca am Fuß der Serra de Tramuntana. Der gleichnamige Ort ist im Sommerhalbjahr ein beliebtes Ziel von Ausflüglern, Radfahrern und Wanderern. Für Erzherzog Ludwig Salvator von Österreich-Toskana, war der Küstenstrich zwischen Estellencs und Sóller eine der schönsten Gegenden der Insel, er verglich die Region mit der Amalfi-Küste und der Landschaft der Halbinsel von Sorrent.

## Statistisches
Während der Zeit von Ludwig Salvator, der in der zweiten Hälfte des 19. Jahrhunderts auf Mallorca seinen Lebensmittelpunkt hatte, lebten in Estellencs 562 Einwohner. Seither hat sich die Bevölkerung durch Abwanderung auf 374 Einwohnern (Stand: 2024) verringert. In nur wenigen anderen Gemeinden Mallorcas leben weniger Menschen. Im Jahr 2006 betrug der Ausländeranteil 23,3 % (93), der Anteil deutscher Einwohner 10,8 % (43).

## Geographische Lage

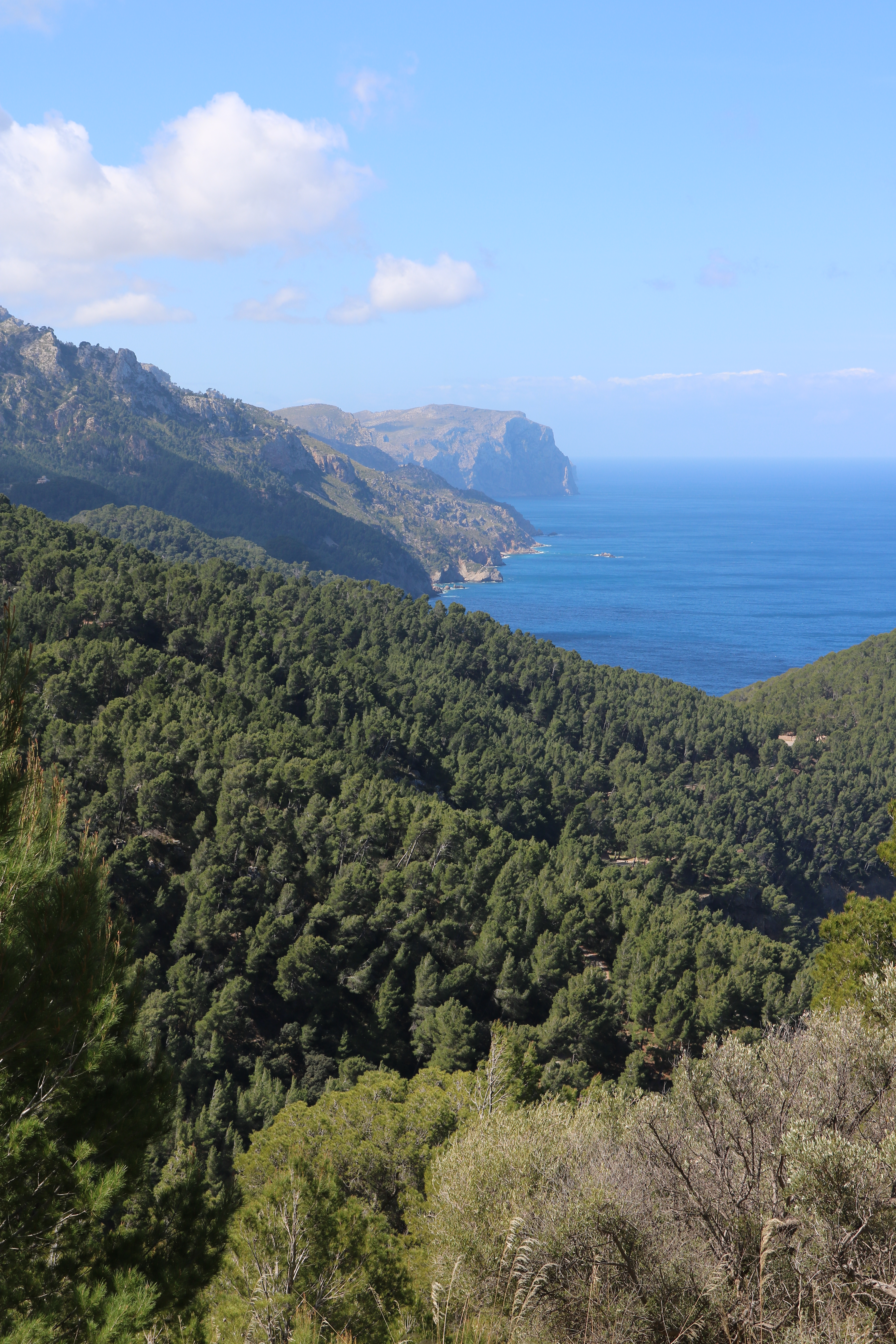
Tramuntanaküste bei Estellencs

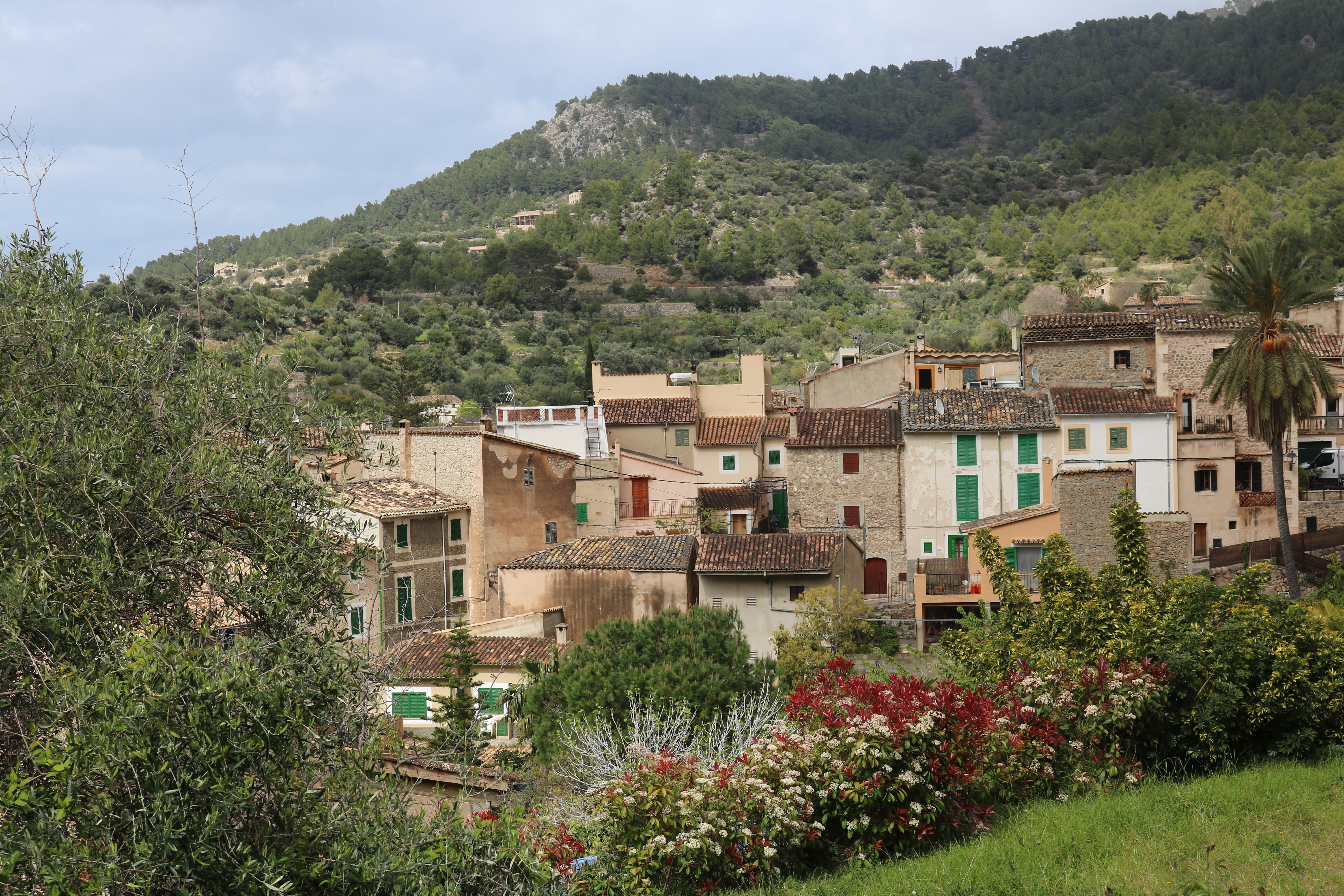
Unterer Ortsteil

Estellencs liegt nordwestlich der Hauptstadt Palma an der Küstenstraße Ma-10 von Andratx nach Sóller. Überragt wird der Ort vom Puig de Galatzó, dem mit 1027 Meter über dem Meeresspiegel höchsten Gipfel in der südlichen Tramuntana. Im Norden grenzt das Gemeindegebiet an Banyalbufar, im Osten an die Gemeinden Calvià und Puigpunyent und im Südwesten an Andratx. Mit einer Fläche von 13 km² ist Estellencs eine der kleinsten Inselgemeinden.

## Geschichte
Estellencs wird 1234 kurz nach der Rückeroberung Mallorcas durch Jakob I. von Aragón und Katalonien erstmals schriftlich erwähnt. Der Ortsname ist vermutlich arabischen Ursprungs.
Bis ins 19. Jahrhundert hinein gehörte der vom Tramuntanagebirge abgeschirmte Ort mit zu den nur schwer zugänglichen Inselteilen, er war lediglich durch einen teils schmalen Pflasterweg mit Palma verbunden.
2007 erklärte man den mittelalterlich geprägten Ortskern zum Kulturgut.

## Wirtschaft und Tourismus

Terrassen in Estellencs

Hauptwirtschaftsfaktor ist die Landwirtschaft, insbesondere der Tomatenanbau auf Terrassenfeldern sowie der Weinanbau. Darüber hinaus verfügt Estellencs über eine eigene Ölpresse.
Im Sommerhalbjahr sind die an der Durchgangsstraße liegenden Einkehrmöglichkeiten meist gut besucht, manche davon haben eine nach Westen ausgerichtete Terrasse, von der man über die Ziegeldächer im unteren Ortsteil auf die Tramuntanaküste schauen kann. Drei kleine Hotels werden vornehmlich von Wanderern nachgefragt.

## Sehenswertes
In der Ortsmitte befindet sich die Johannes dem Täufer geweihte Pfarrkirche San Juan Bautista, sie wurde 1422 erstmals urkundlich erwähnt. Ihr heutiges Aussehen geht auf einen Umbau im 17. Jahrhundert zurück, aus dieser Zeit stammt auch der wuchtige Kirchturm, der zugleich als Wehrturm diente. Mit dem Torre d’en Telm Alemany steht ein zweiter aus Bruchsteinen errichteter Wehrturm an der Plaça des Triquet etwas westlich von der Kirche. Dort befindet sich auch die Tafona des Forn, in der bis in die 1960er-Jahre hinein Olivenöl hergestellt wurde.

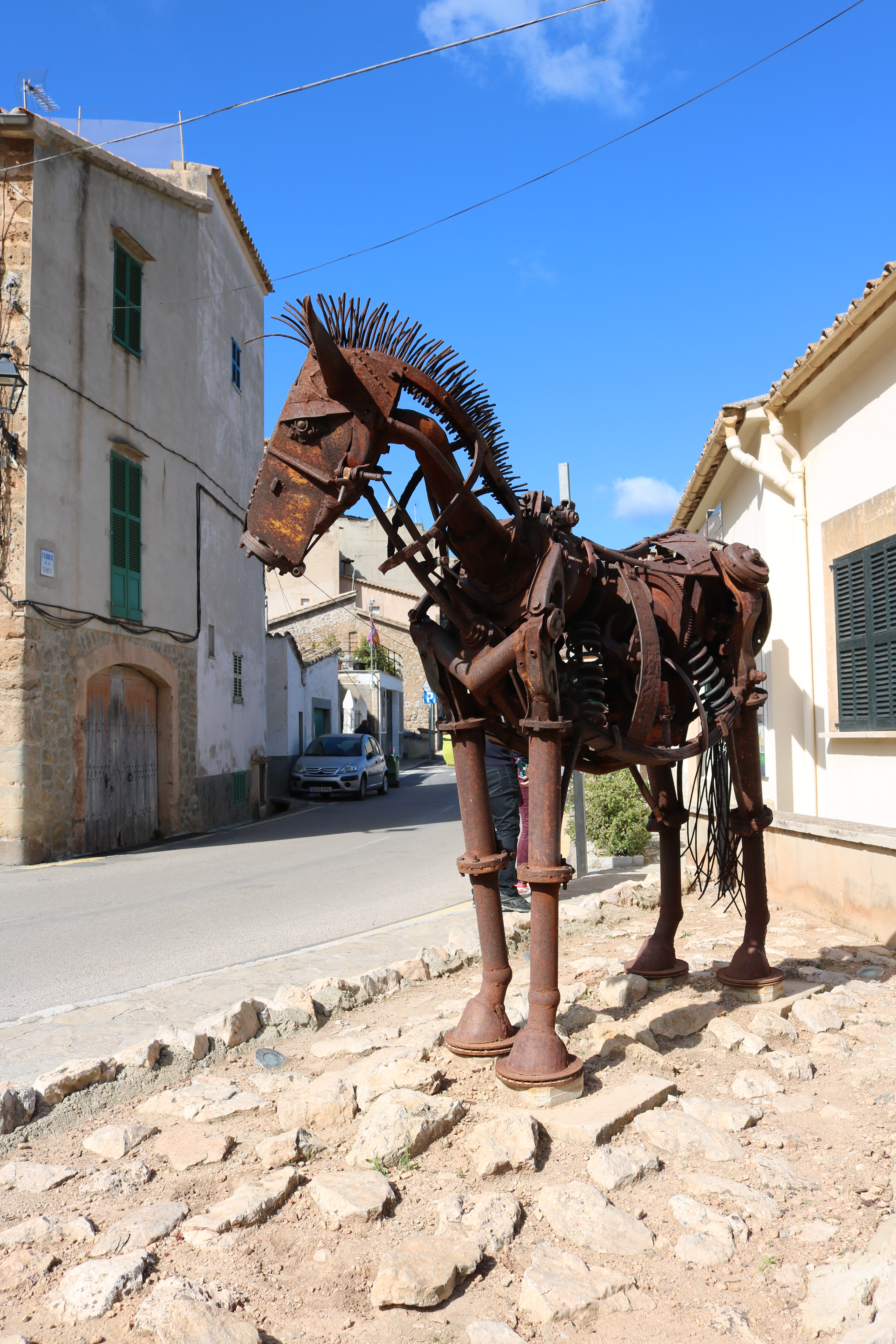
Skulptur von Mariano Navares

Am nordöstlichen Ortsausgang liegt an der Straße in Richtung Banyalbufar das ehemalige Waschhaus, gegenüber davon steht eine aus Metallschrott zusammengeschweißte Skulptur in Form eines Maulesels, sie stammt von dem spanischen Bildhauer Mariano Navares (* 1959 in Miranda de Ebro).

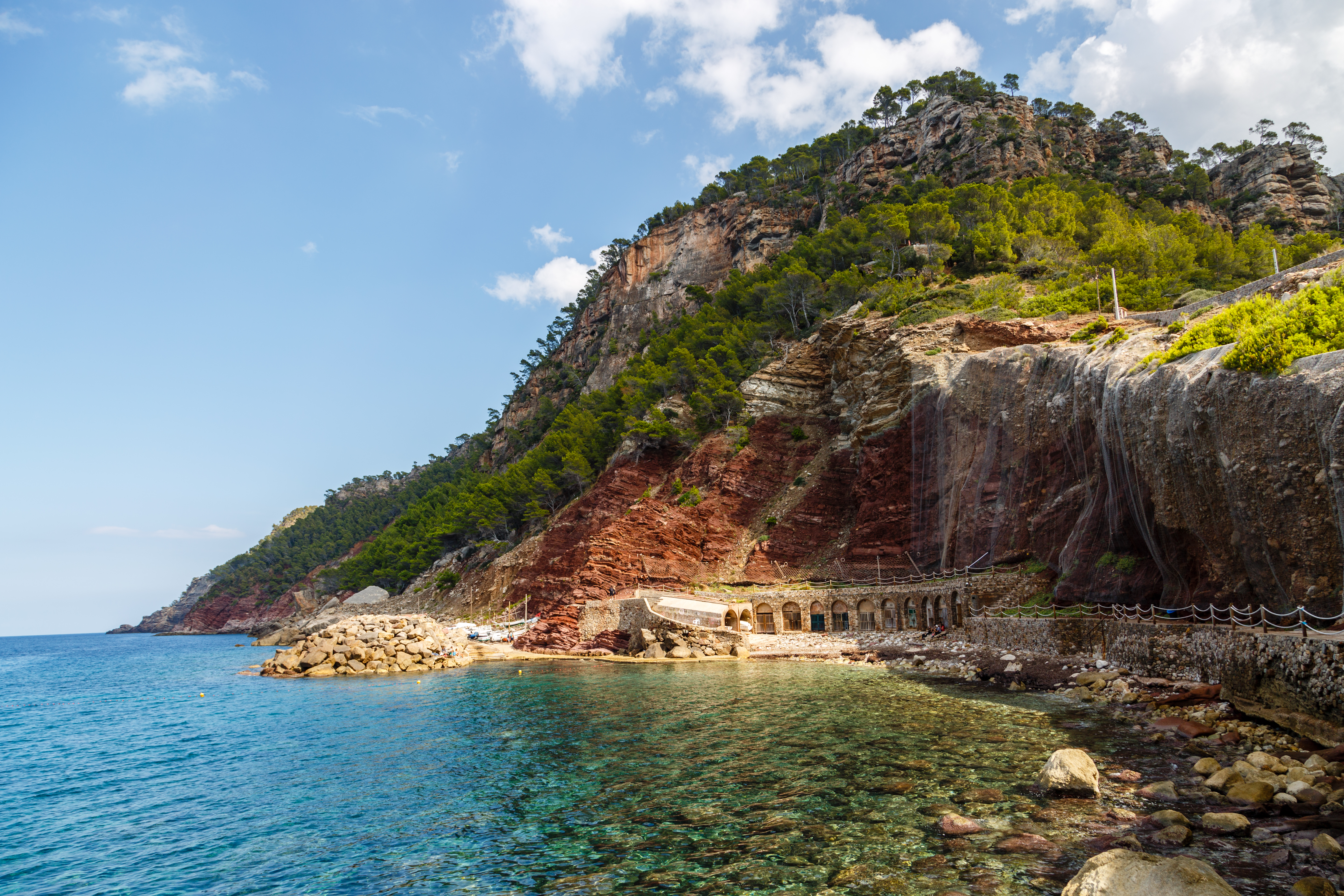
Cala d'Estellencs

Am westlichen Ortsrand führt ein befahrbares, sehr enges Sträßchen zur Cala d'Estellencs (auch Port d’Estellencs genannt) hinab (am besten legt man die knapp zwei Kilometer lange Strecke zu Fuß zurück). In der kleinen Bucht gibt es vor einigen Bootshäusern einen bescheidenen Kieselstrand. Je nach Jahreszeit ergießt sich der Wildbach Son Fortuny als mehr oder weniger starker Wasserfall ins Meer. Die Bucht wird von steil aufragenden Küstenfelsen eingerahmt.

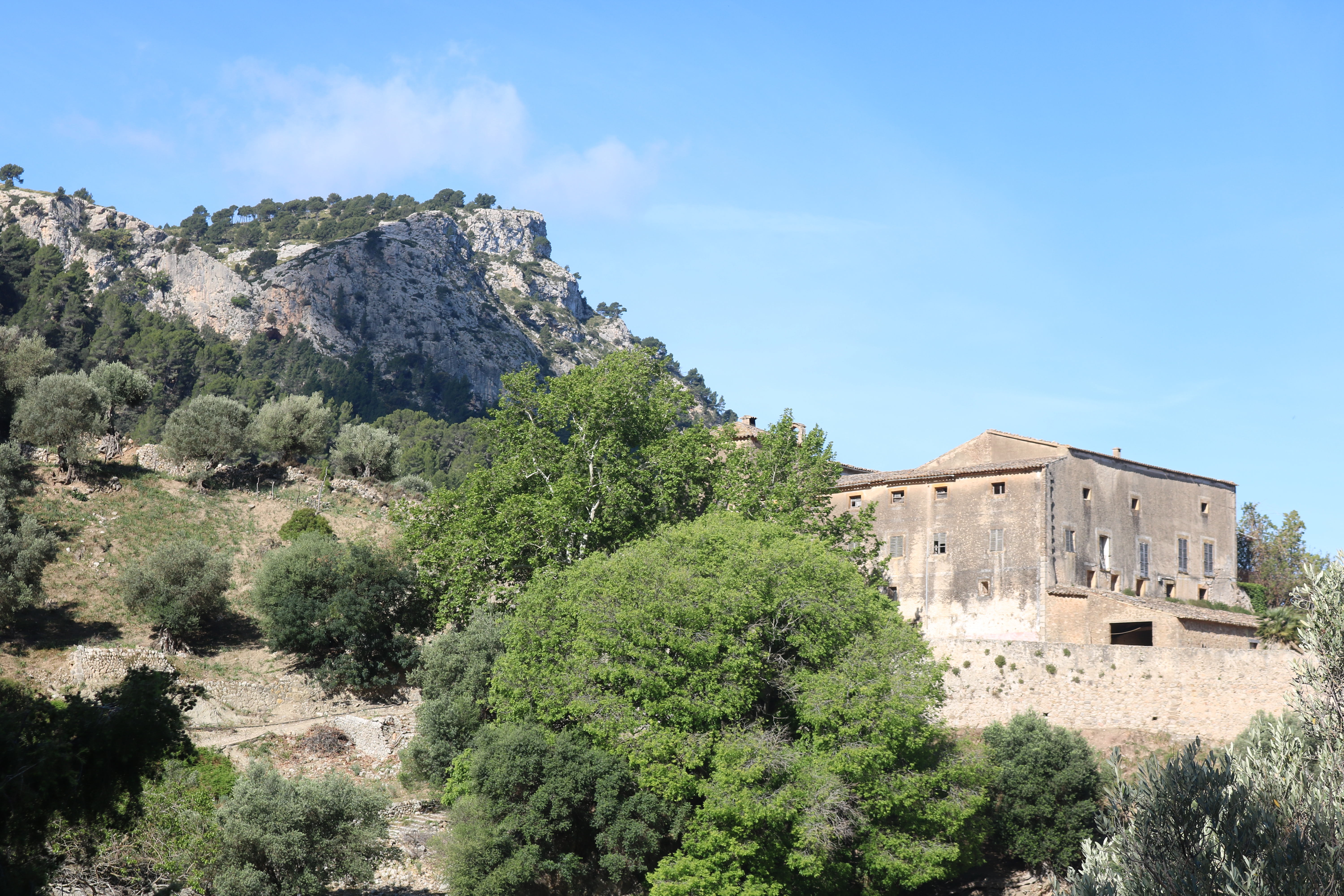
Gutshof Son Fortuny

Auf dem Gemeindegebiet liegen etliche alte Landgüter, etwa Son Fortuny, Son Serralta und Es Collet, das ebenfalls mit einem Wehrturm ausgestattet ist. Die Geschichte von manchen dieser Gutshöfe reicht bis ins 15. Jahrhundert zurück.
Auf der Ma-10 in Richtung Andratx kommt man in Höhe von einem kleinen Straßentunnel zum Mirador Ricardo Roca (auch nach dem nahe gelegenen Landgut Mirador es Grau genannt). Von der über eine Steintreppe erreichbaren Aussichtsplattform ergibt sich ein weiter Ausblick über die Tramuntanaküste. 

## Wanderwege

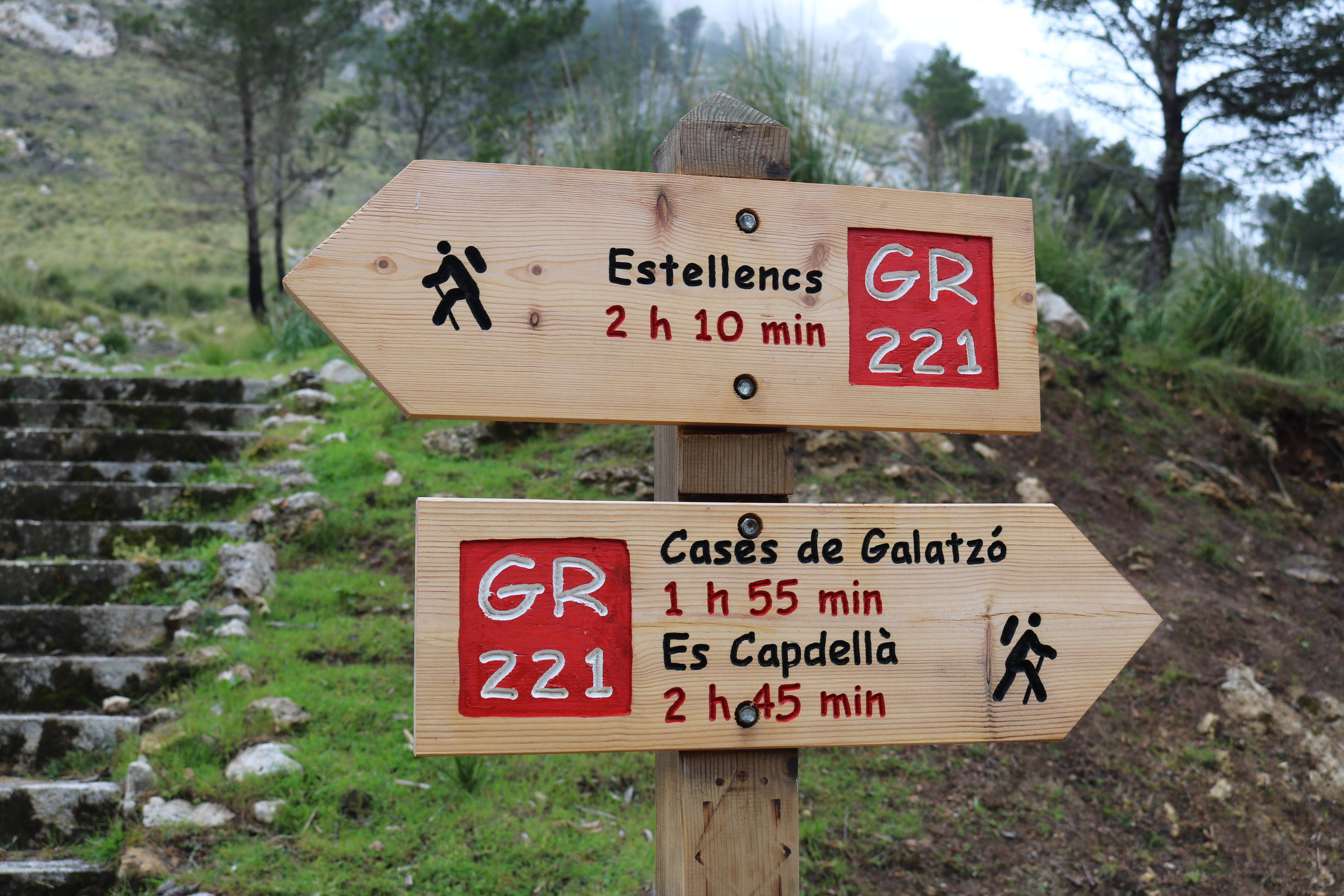
Wanderschild am GR 221

Estellencs liegt am Fernwanderweg GR 221, der vom äußersten Südwesten der Insel durch die Serra de Tramuntana bis nach Port de Pollença im Nordosten verläuft. Auf der Etappe nach Südosten erreicht man in neun Stunden das ehemalige Trappistenkloster La Trapa. Im Nordwesten liegt sechs Stunden entfernt Esporles. Die gut ausgebaute Strecke dorthin kann auch als Tageswanderung unternommen werden, beide Orte sind an das öffentliche Busnetz angebunden. Eine Variante des GR 221 verbindet mit Calvià, für diesen Abschnitt benötigt man eine Gehzeit von sechs Stunden.
Westlich von Estellencs beginnen am Rastplatz Boal de ses Serveres als Wanderweg markierte Aufstiegsrouten zum Puig de Galatzó und Mola de s’Esclop.

## Estellencs als Drehort
Estellencs ist Schauplatz des Spielfilms Yo (2007) des spanischen Regisseurs Rafa Cortes mit dem deutschen Schauspieler Alex Brendemühl in der Hauptrolle. Der Film wurde 2007 beim International Film Festival Rotterdam mit dem Kritikerpreis ausgezeichnet.

## Feste
Seit 2009 findet jeweils zu Anfang Mai die Fira del Vi i el Formatge (deutsch Wein- und Käsemesse) statt.